# День державності Словенії
День державності (словен. Dan državnosti) — свято, яке відзначається щороку 25 червня в Словенії на згадку про проголошення незалежності країни від Югославії в 1991 році. Хоча офіційне проголошення незалежності відбулося лише 26 червня 1991 року, Днем державності вважається 25 червня, оскільки це була дата, коли були прийняті початкові акти про незалежність і Словенія стала незалежною Декларація Словенії дала початок десятиденній війні з Югославією, яку вона врешті виграла.. День державності не слід плутати з Днем незалежності та єдності Словенії, який відзначається щороку 26 грудня на честь офіційного проголошення результатів плебісциту, проведеного трьома днями раніше, на якому 88,5 % усіх словенських виборців були за те, щоб Словенія стала суверенною державою.